# Museo Sandro Pertini
Il museo Sandro Pertini è un museo allestito nella città di Savona, dedicato al Presidente della Repubblica Sandro Pertini e contenente opere di arte moderna e contemporanea. È situato nel palazzo della Loggia, nel complesso monumentale del Priamar.

## Storia
Il museo è stato inaugurato nel 1991, dando seguito alla volontà del Presidente, espressa alla moglie Carla Voltolina, di donare alla sua città le opere collezionate nell'arco della sua lunga vita.
Nel 2013 l'area espositiva è stata sottoposta a un'opera di forte ampliamento e integrata con le opere donate dall'artista Renata Cuneo nell'ambito del progetto del "Nuovo polo museale del Priamar". Il 22 novembre 2013 il museo è stato quindi riaperto al pubblico.

## Descrizione
Il museo contiene un'ampia collezione di opere raccolte dal Presidente Sandro Pertini nel corso della sua vita grazie ad acquisti, omaggi di artisti e ammiratori, doni ufficiali. La gran parte delle opere in presentazione nella collezione permanente del museo è a carattere figurativo. In tutto vi sono un centinaio di oggetti tra dipinti e sculture e vi si annoverano opere di Remo Brindisi, Antonio Corpora,
Giorgio de Chirico, Filippo de Pisis, Agenore Fabbri, Renato Guttuso, Francesco Messina, Luciano Minguzzi, Joan Miró, Giorgio Morandi, Giò Pomodoro, Ottone Rosai, Aligi Sassu, Filiberto Sbardella, Mario Sironi, Giulio Turcato, Emilio Vedova, Giacomo Manzù.

La Risaia (1969), di Filiberto Sbardella - Museo Sandro Pertini